# Tena (provinshuvudstad)
Tena är en provinshuvudstad i Ecuador.   Den ligger i provinsen Napo, i den centrala delen av landet, 120 km sydost om huvudstaden Quito. Tena ligger 504 meter över havet och antalet invånare är 17 172.
Terrängen runt Tena är kuperad norrut, men söderut är den platt. Runt Tena är det ganska glesbefolkat, med 22 invånare per kvadratkilometer. Tena är det största samhället i trakten. I omgivningarna runt Tena växer i huvudsak städsegrön lövskog.